# Helicteres elongata
Helicteres elongata là một loài thực vật có hoa trong họ Cẩm quỳ. Loài này được Wall. ex Bojer mô tả khoa học đầu tiên năm 1837.